# Rejon kałmański
Rejon kałmański (ros. Калманский район) – rejon na terenie wchodzącego w skład Rosji syberyjskiego Kraju Ałtajskiego
Rejon leży w środkowej części Kraju Ałtajskiego i ma powierzchnię 1,82 tys. km². Na jego obszarze żyje ok. 14,8 tys. osób; całość populacji stanowi ludność wiejska, gdyż w skład tej jednostki podziału terytorialnego nie wchodzi żadne miasto. Ludność rejonu zamieszkuje w 24 wsiach.
Ośrodkiem administracyjnym rejonu jest wieś Kałmanka.
Rejon został utworzony w 1935 r.